# Phyllanthus graveolens
Phyllanthus graveolens är en emblikaväxtart som beskrevs av Carl Sigismund Kunth. Phyllanthus graveolens ingår i släktet Phyllanthus och familjen emblikaväxter.

## Underarter
Arten delas in i följande underarter:
- P. g. benthamianus
- P. g. graveolens
- P. g. micrandrus
- P. g. novogalicianus